# Кубок світу з біатлону 2012—2013, естафета, чоловіки
Змагання заліку чоловічих естафет в програмі Кубку світу з біатлону 2012-2013 розпочалися 9 грудня 2012 року на другому етапі в австрійському Гохфільцені й завершилися 10 березня 2013 року на восьмому етапі в російському Сочі. Загалом включно з естафетою на Чемпіонаті світу 2013 проведено 6 естафет. За підсумками сезону 2011-2012 свій титул найкращої естафетної команди відстоювала збірна Франції.

## Формат
В естафеті від кожної команди змагаються чотири біатлоністи, кожен з яких пробігає три кола загальною довжиною 7,5 км, виконуючи дві стрільби з положення лежачи й стоячи. На кожній стрільбі біатлоніст повинен влучити в п'ять мішеней. Для цього він має 8 патронів, але спочатку в магазині тільки п'ять, додаткові патрони спортсмен повинен заряджати по одному. За кожну нерозбиту мішень біатлоніст повинен пробігти штрафне коло завдовжки 150 м. Гонка проводиться із загальним стартом. Першу стрільбу першого етапу біатлоністи повинні виконувати на установках, визначених їхнім стартовим номером. Надалі біатлоністи виконують стрільбу з установки, яка відповідає поточному місцю в гонці.

## Призери сезону 2011–12
| Медаль  | Країна   | Очки |
| ------- | -------- | ---- |
| Золото: | Франція  | 198  |
| Срібло: | Норвегія | 190  |
| Бронза: | Росія    | 189  |

## Переможці та призери
| Етап:                                                                        | Золото:                                                                                       | Час                                                       | Срібло:                                                                                | Час                                                       | Бронза:                                                               | Час                                                       |
| Гохфільцен Протокол [Архівовано 11 грудня 2012 у WebCite]                    | Норвегія Ларс Хегле Біркаленд Уле-Ейнар Б'єрндален Ветле Шостад Крістіансен Генрік л'Абе-Лунд | 1:17:55.2 (0+0) (0+0) (0+0) (0+1) (0+0) (0+0)             | Франція Венсан Же Жан-Гійом Беатрікс Алексі Беф Мартен Фуркад                          | 1:18:29.7 (0+0) (0+0) (0+0) (0+3) (0+1) (0+1) (0+1) (0+0) | Росія Антон Шипулін Андрій Маковєєв Євген Устюгов Дмитро Малишко      | 1:18:41.8 (0+1) (0+0) (0+1) (0+3) (0+0) (0+0) (0+2) (0+2) |
| Обергоф Протокол [Архівовано 12 січня 2013 у WebCite]                        | Росія Олексій Волков Євген Гаранічев Антон Шипулін Дмитро Малишко                             | 1:20:35.7 (0+2) (0+1) (0+0) (0+3) (0+1) (0+2) (0+2) (0+1) | Норвегія Генрік л'Абе-Лунд Уле-Ейнар Б'єрндален Ерленд Б'єнтегард Еміль Хегле Свендсен | 1:20:44.1 (0+0) (1+3) (0+0) (0+0) (0+1) (0+1) (0+0) (0+3) | Німеччина Сімон Шемпп Ерік Лессер Арнд Пайффер Флоріан Граф           | 1:21:15.0 (1+3) (0+0) (0+0) (0+0) (0+3) (0+1) (0+2) (0+0) |
| Рупольдінг Протокол [Архівовано 12 січня 2013 у Wayback Machine.]            | Франція Сімон Фуркад Жан-Гійом Беатрікс Алексі Беф Мартен Фуркад                              | 1:13:11.3 (0+0) (0+0) (0+1) (0+1) (0+0) (0+1) (0+0) (0+0) | Норвегія Ларс Хегле Біркаленд Тар'єй Бо Генрік л'Абе-Лунд Еміль Хегле Свендсен         | 1:13:20.6 (0+0) (0+0) (0+0) (0+3) (0+1) (0+3)             | Австрія Сімон Едер Фрідріх Пінтер Домінік Ландертінгер Крістоф Зуманн | 1:13:20.9 (0+0) (0+2) (0+2) (0+1) (0+0) (0+1) (0+3) (0+0) |
| Антерсельва Протокол [Архівовано 21 січня 2013 у Wayback Machine.]           | Франція Сімон Фуркад Жан-Гійом Беатрікс Алексі Беф Мартен Фуркад                              | 1:13:26.0 (0+0) (0+1) (0+0) (0+2) (0+0) (0+1) (0+2) (0+2) | Росія Антон Шипулін Євген Устюгов Євгеній Гаранічев Дмитро Малишко                     | 1:13:36.1 (0+2) (0+0) (0+0) (0+3) (0+0) (0+1) (0+0) (0+2) | Австрія Сімон Едер Крістоф Зуман Даніель Мезотич Домінік Ландертінгер | 1:14:44.5 (0+0) (0+2) (0+1) (0+1) (0+0) (0+1) (0+0) (1+3) |
| Чемпіонат світу 2013 Протокол [Архівовано 18 лютого 2013 у Wayback Machine.] | Норвегія Уле-Ейнар Б'єрндален Генрік л'Абе-Лунд Тар'єй Бо Еміль Хегле Свендсен                | 1:15:39.0 (0+1) (0+2) (0+0) (0+0) (0+1) (0+0) (0+0) (0+1) | Франція Сімон Фуркад Жан-Гійом Беатрікс Алексі Беф Мартен Фуркад                       | 1:16:51.8 (0+0) (0+3) (0+0) (0+1) (0+0) (0+2)             | Німеччина Сімон Шемпп Андреас Бірнбахер Арнд Пайффер Ерік Лессер      | 1:16:57.5 (0+0) (0+0) (0+0) (2+3)                         |
| Сочі Протокол [Архівовано 12 березня 2013 у Wayback Machine.]                | Росія Антон Шипулін Олександр Логінов Дмитро Малишко Євген Устюгов                            | 1:09:50.8 (1+0) (1+0) (3+1) (1+0) (0+0) (0+0)             | Німеччина Ерік Лессер Андреас Бірнбахер Арнд Пайффер Бенедікт Долль                    | 1:10:29.1 (3+0) (0+0) (1+0) (0+0) (0+0) (1+0) (2+0) (3+0) | Чехія Міхал Шлезінгр Ярослав Соукуп Віт Янов Ондрей Моравець          | 1:10:33.7 (2+0) (2+0) (3+0) (1+0) (0+0) (1+0)             |

## Нарахування очок
| Місце | 1  | 2  | 3  | 4  | 5  | 6  | 7  | 8  | 9  | 10 | 11 | 12 | 13 | 14 | 15 | 16 | 17 | 18 | 19 | 20 | 21 | 22 | 23 | 24 | 25 | 26 | 27 | 28 | 29 | 30 | 31 | 32 | 33 | 34 | 35 | 36 | 37 | 38 | 39 | 40 |
| ----- | -- | -- | -- | -- | -- | -- | -- | -- | -- | -- | -- | -- | -- | -- | -- | -- | -- | -- | -- | -- | -- | -- | -- | -- | -- | -- | -- | -- | -- | -- | -- | -- | -- | -- | -- | -- | -- | -- | -- | -- |
| Очки  | 60 | 54 | 48 | 43 | 40 | 38 | 36 | 34 | 32 | 31 | 30 | 29 | 28 | 27 | 26 | 25 | 24 | 23 | 22 | 21 | 20 | 19 | 18 | 17 | 16 | 15 | 14 | 13 | 12 | 11 | 10 | 9  | 8  | 7  | 6  | 5  | 4  | 3  | 2  | 1  |

## Таблиця
| #  | Збірна          | ГОХ | ОБЕ | РУП | АНТ | ЧС | СОЧ | Разом |
| -- | --------------- | --- | --- | --- | --- | -- | --- | ----- |
| 1  | Росія           | 48  | 60  | 40  | 54  | 43 | 60  | 305   |
| 2  | Норвегія        | 60  | 54  | 54  | 31  | 60 | 43  | 302   |
| 3  | Франція         | 54  | 28  | 60  | 60  | 54 | 40  | 296   |
| 4  | Німеччина       | 38  | 48  | 43  | 36  | 48 | 54  | 267   |
| 5  | Австрія         | 43  | 30  | 48  | 48  | 40 | 34  | 243   |
| 6  | Чехія           | 40  | 34  | 28  | 38  | 38 | 48  | 226   |
| 7  | Швеція          | 32  | 36  | 38  | 43  | 30 | 36  | 215   |
| 8  | Україна         | 31  | 43  | 36  | 34  | 27 | 29  | 200   |
| 9  | Італія          | 34  | 27  | 30  | 30  | 36 | 38  | 195   |
| 10 | Словаччина      | 36  | 32  | 31  | 32  | 31 | 32  | 194   |
| 11 | США             | 24  | 40  | 27  | 29  | 29 | 31  | 180   |
| 12 | Словенія        | 23  | 38  | 34  | 27  | 28 | 30  | 180   |
| 13 | Болгарія        | 29  | 29  | 29  | 26  | 32 | 28  | 173   |
| 14 | Білорусь        | 27  | 31  | 32  | 28  | 26 | 27  | 171   |
| 15 | Швейцарія       | 30  | 26  | 24  | 40  | 23 | —   | 143   |
| 16 | Казахстан       | 26  | 24  | 22  | 22  | 21 | 25  | 140   |
| 17 | Канада          | 28  | —   | 26  | 25  | 34 | 26  | 139   |
| 18 | Естонія         | 25  | 18  | 21  | 24  | 25 | 24  | 137   |
| 19 | Японія          | 17  | 21  | 23  | 23  | 15 | 23  | 122   |
| 20 | Румунія         | 16  | 19  | 18  | 18  | 22 | 22  | 115   |
| 21 | Латвія          | 21  | 23  | 20  | —   | 19 | 21  | 104   |
| 22 | Польща          | 18  | 22  | 19  | 20  | 13 | —   | 92    |
| 23 | Фінляндія       | 22  | 25  | 25  | —   | 20 | —   | 92    |
| 24 | Велика Британія | 19  | 20  | 16  | 17  | 18 | —   | 90    |
| 25 | КНР             | —   | —   | 17  | 21  | 24 | —   | 62    |
| 26 | Литва           | 20  | —   | 15  | —   | 16 | —   | 51    |
| 27 | Сербія          | —   | —   | —   | 19  | 14 | —   | 33    |
| 28 | Південна Корея  | —   | —   | —   | —   | 17 | —   | 17    |
| 29 | Іспанія         | —   | —   | —   | —   | 12 | —   | 12    |